# Communauté de communes des Quatre Vallées (Eure-et-Loir)
Die Communauté de communes des Quatre Vallées ist ein ehemaliger französischer Gemeindeverband mit der Rechtsform einer Communauté de communes im Département Eure-et-Loir in der Region Centre-Val de Loire. Der Gemeindeverband wurde am 6. Dezember 2004 gegründet und bestand aus zwölf Gemeinden. Der Verwaltungssitz befand sich im Ort Nogent-le-Roi.

## Historische Entwicklung
Mit Wirkung vom 1. Januar 2017 fusionierte der Gemeindeverband mit
- Communauté de communes du Val Drouette,
- Communauté de communes des Terrasses et Vallées de Maintenon,
- Communauté de communes du Val de Voise sowie
- Communauté de communes de la Beauce Alnéloise

und bildete so die Nachfolgeorganisation Communauté de communes des Portes Euréliennes d’Île-de-France.

## Ehemalige Mitgliedsgemeinden
1. Bréchamps
2. Chaudon
3. Coulombs
4. Croisilles
5. Faverolles
6. Lormaye
7. Néron
8. Nogent-le-Roi
9. Les Pinthières
10. Saint-Laurent-la-Gâtine
11. Saint-Lucien
12. Senantes